# Stihňovský rybník
Stihňovský rybník o rozloze vodní plochy 3,0 ha se nalézá asi 1,5 km severně od zámečku Skřivany u bývalé vesnice Stihňov. Rybník je využíván pro chov ryb. Na jaře roku 2018 nebyl napuštěn.
Stihňovský rybník je pozůstatkem bývalé rozsáhlé Chlumecké rybniční soustavy, která v době svého největšího rozkvětu čítala na 193 rybníků vybudovaných v průběhu 15. až 16. století v oblasti povodí řek Cidliny a Bystřice.

## Galerie

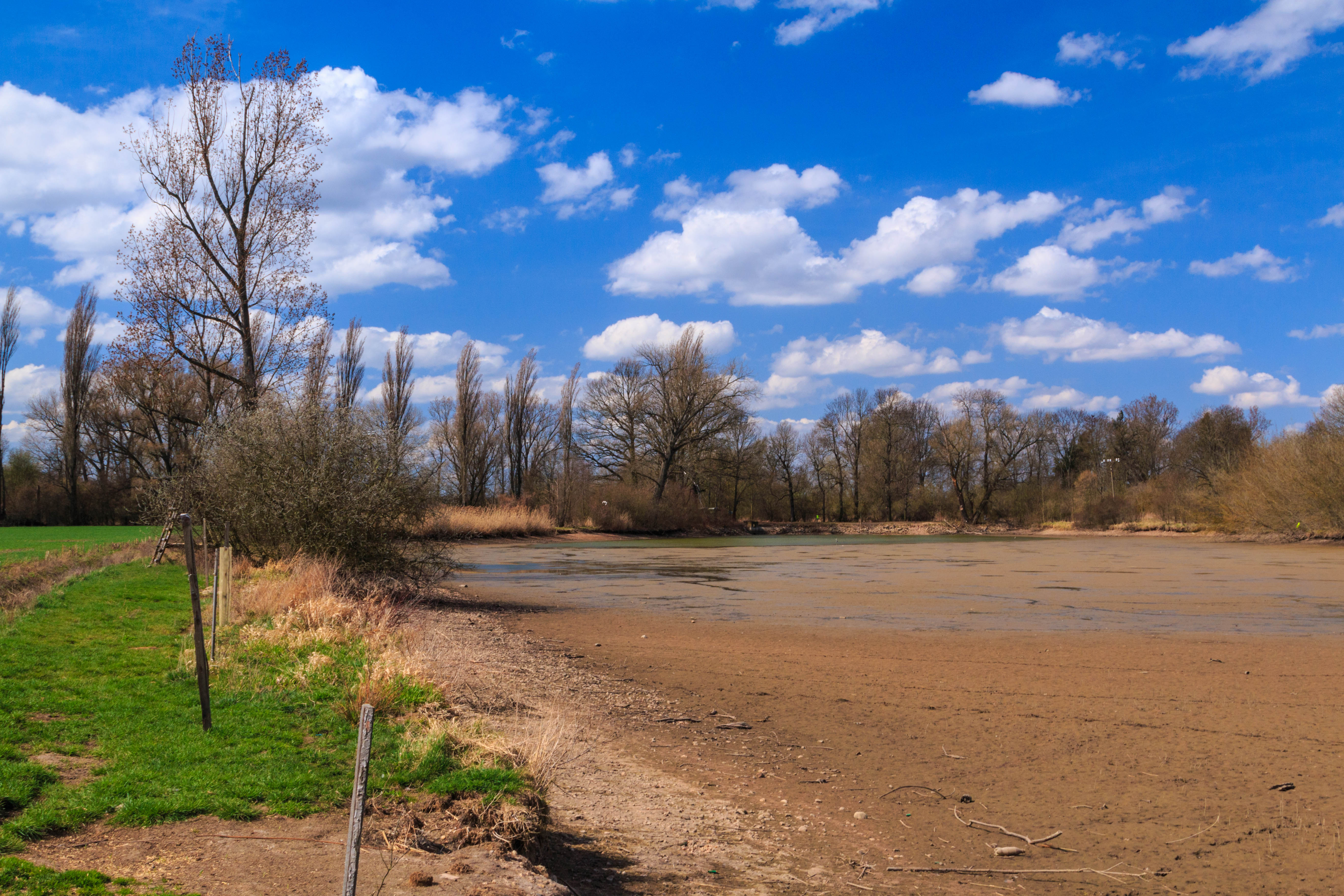
pohled na vypuštěný Stihňovský rybník u Skřivan
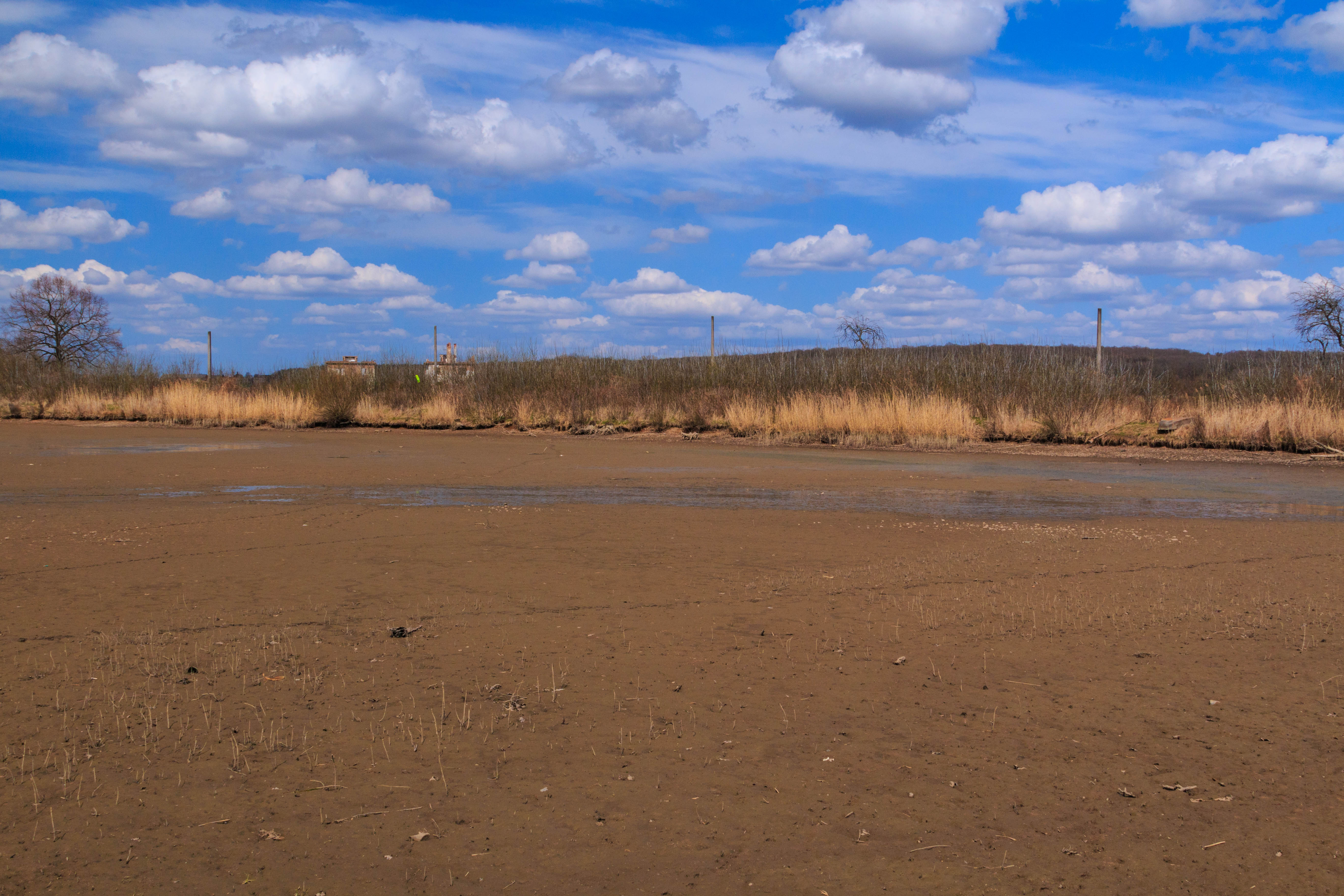
pohled na vypuštěný Stihňovský rybník u Skřivan